# Moussa Doumbia (piłkarz)
Moussa Doumbia (ur. 15 sierpnia 1994 w Bamako) – malijski piłkarz grający na pozycji lewego pomocnika. Od 2018 jest piłkarzem klubu Stade de Reims.

## Kariera piłkarska
Swoją karierę piłkarską Doumbia rozpoczął w klubie AS Real Bamako. W sezonie 2012/2013 zadebiutował w jego barwach w malijskiej Première Division. W debiutanckim sezonie wywalczył z nim wicemistrzostwo Mali. Z kolei w sezonie 2013/2014 zajął z nim trzecie miejsce w lidze.
Latem 2014 roku Doumbia odszedł z AS Real Bamako do FK Rostów. 14 sierpnia 2014 zadebiutował w nim w Priemjer-Lidze w przegranym 1:2 wyjazdowym meczu z Lokomotiwem Moskwa. 18 lipca 2015 w domowym meczu z Terekiem Grozny (1:1) strzelił swojego pierwszego gola w Priemjer-Lidze. W sezonie 2015/2016 wywalczył z Rostowem wicemistrzostwo Rosji.
Wiosną 2017 Doumbia był wypożyczony do Arsienału Tuła, a w 2018 przeszedł do Stade de Reims.
| Sezon   | Klub           | Kraj    | Rozgrywki         | Mecze | Gole |
| ------- | -------------- | ------- | ----------------- | ----- | ---- |
| 2012/13 | AS Real Bamako | Mali    | Première Division | ?     | ?    |
| 2013/14 | AS Real Bamako | Mali    | Première Division | ?     | ?    |
| 2014/15 | FK Rostów      | Rosja   | Priemjer-Liga     | 19    | 0    |
| 2015/16 | FK Rostów      | Rosja   | Priemjer-Liga     | 12    | 3    |
| 2016/17 | FK Rostów      | Rosja   | Priemjer-Liga     | 5     | 0    |
| 2016/17 | Arsienał Tuła  | Rosja   | Priemjer-Liga     | 12    | 1    |
| 2017/18 | FK Rostów      | Rosja   | Priemjer-Liga     | 18    | 0    |
| 2018/17 | Stade de Reims | Francja | Ligue 1           |       |      |

## Kariera reprezentacyjna
W reprezentacji Mali Doumbia zadebiutował 29 czerwca 2014 roku w wygranym 3:1 towarzyskim meczu z Chinami. W 2017 roku został powołany do kadry na Puchar Narodów Afryki 2017.